# Józefin (gmina Halinów)
Józefin – wieś sołecka w Polsce położona w województwie mazowieckim, w powiecie mińskim, w gminie Halinów.
W latach 1975–1998 miejscowość należała administracyjnie do województwa warszawskiego. Od 14 października 2023 we wsi znajduje się  przystanek kolejowy.
Wierni Kościoła rzymskokatolickiego należą do parafii św. Anny w Długiej Kościelnej.